# Fravitta
Flavius Fravitta (auch Fravitus, Phrabithas; † um 402/403) war ein spätantiker römischer Heermeister (magister militum) visigotischer Abstammung.
Fravitta war vornehmer Abstammung und gehörte zu den terwingischen Visigoten, die von Kaiser Theodosius I. 382 in der Folge des Gotenkriegs an der unteren Donau als Foederaten angesiedelt wurden. Er war damals wohl noch ein junger Mann, aber schon Stammesführer. Als im Jahr 391 einige Visigoten rebellierten, hielt Fravitta zu den Römern und kämpfte gegen den Visigoten Eriulf, der sich gegen Rom erhoben hatte. Anders als einige andere „barbarische“ Generäle germanischer Abstammung blieb Fravitta sein Leben lang dem römischen Staat gegenüber loyal, obwohl er im Laufe der Zeit auch gegen alte Stammesgenossen kämpfen musste. So war er auch mit einer Römerin verheiratet und trat für eine Assimilierung der Goten im Römischen Reich ein.
Wohl 395 wurde er zum magister militum ernannt und kämpfte im Osten gegen Räuber. Im Jahr 400 rettete er Kaiser Arcadius, indem er die Rebellion des Visigoten Gainas niederschlug und wieder für Ordnung in Thrakien sorgte. Als Belohnung wurde ihm erlaubt, weiterhin seine heidnischen Kultpraktiken auszuüben. Im Jahr 401 bekleidete er gemeinsam mit Vicentius das Konsulat, wurde aber kurz darauf in die Machtkämpfe am Kaiserhof in Konstantinopel verstrickt, ungerechtfertigterweise des Verrats angeklagt und schließlich hingerichtet.